# Mustavuori (kulle i Finland)
Mustavuori är en kulle i Finland. Den ligger i Vemo i landskapet Egentliga Finland, i den sydvästra delen av landet, 190 km väster om huvudstaden Helsingfors. Toppen på Mustavuori är 19 meter över havet.
Terrängen runt Mustavuori är mycket platt. Runt Mustavuori är det glesbefolkat, med 12 invånare per kvadratkilometer. Närmaste större samhälle är Nystad, 12,3 km nordväst om Mustavuori. I omgivningarna runt Mustavuori växer i huvudsak barrskog.